# Ulosa tubulata
Ulosa tubulata är en svampdjursart som beskrevs av Gustavo Pulitzer-Finali 1983. Ulosa tubulata ingår i släktet Ulosa och familjen Esperiopsidae. Inga underarter finns listade i Catalogue of Life.